# Cala en Porter
Cala en Porter es una localidad perteneciente al municipio de Alayor, en la isla de Menorca, Islas Baleares, España.
Es conocida principalmente por la playa que le da nombre, con forma de berberecho y de entrada sinuosa, muy frecuentada por turistas durante los meses de temporada turística. Cala en Porter se encuentra ubicada a 11 kilómetros al sur de Alayor y está rodeada por acantilados con una abundante vegetación, sobre todo en la franja derecha de la playa. En la franja izquierda hay casas y chalés de la urbanización.
Al estar situada en una zona donde el viento del sur sopla bastante y en donde la profundidad no es demasiado grande, se recomienda no entrar en la playa con mal tiempo o de noche, en tanto que el riesgo es elevado. 
La playa recibe un número importante de turistas durante el verano. Tiene seguridad durante la época veraniega por parte de la Cruz Roja. Además el Ayuntamiento de Alayor ha prohibido la entrada de animales durante los meses de temporada turística para prevenir incidencias con los bañistas. También dispone de la Certificación Medioambiental.
Tiene una de las cuevas más destacadas de la isla tanto por la historia como por el uso que se le da actualmente, la Cova d'en Xoroi. Esta cueva hoy en día está abierta durante todo el día y por la noche se convierte en una peculiar discoteca y tiene unas espectaculares vistas al mar Mediterráneo.	